# Cyanotis scaberula
Cyanotis scaberula är en himmelsblomsväxtart som beskrevs av John Hutchinson. Cyanotis scaberula ingår i släktet Cyanotis och familjen himmelsblomsväxter.
Artens utbredningsområde är Guinea. Inga underarter finns listade.